# Kultur i Benin
Kulturen i Benin är rik och omväxlande med rötter i naturreligion. Musiken är närvarande överallt och rytmen från trummor hörs vid alla festivaler och särskilda händelser. Muntlig litteratur är vitt utbredd och påverkar den skriftliga litteraturen.
Konsthantverk var väl utvecklat i kungariket Benin på 1400-talet och fördes vidare till Dahomey, som låg i nuvarande Benin. I dessa riken talades ewe och fon och religionen var voodoo.

## Arkitektur
Arkitekturen är en blandning av modern och kolonial arkitektur. I mindre orter bygger man ofta med traditionella material som lera med halm- eller vasstak.

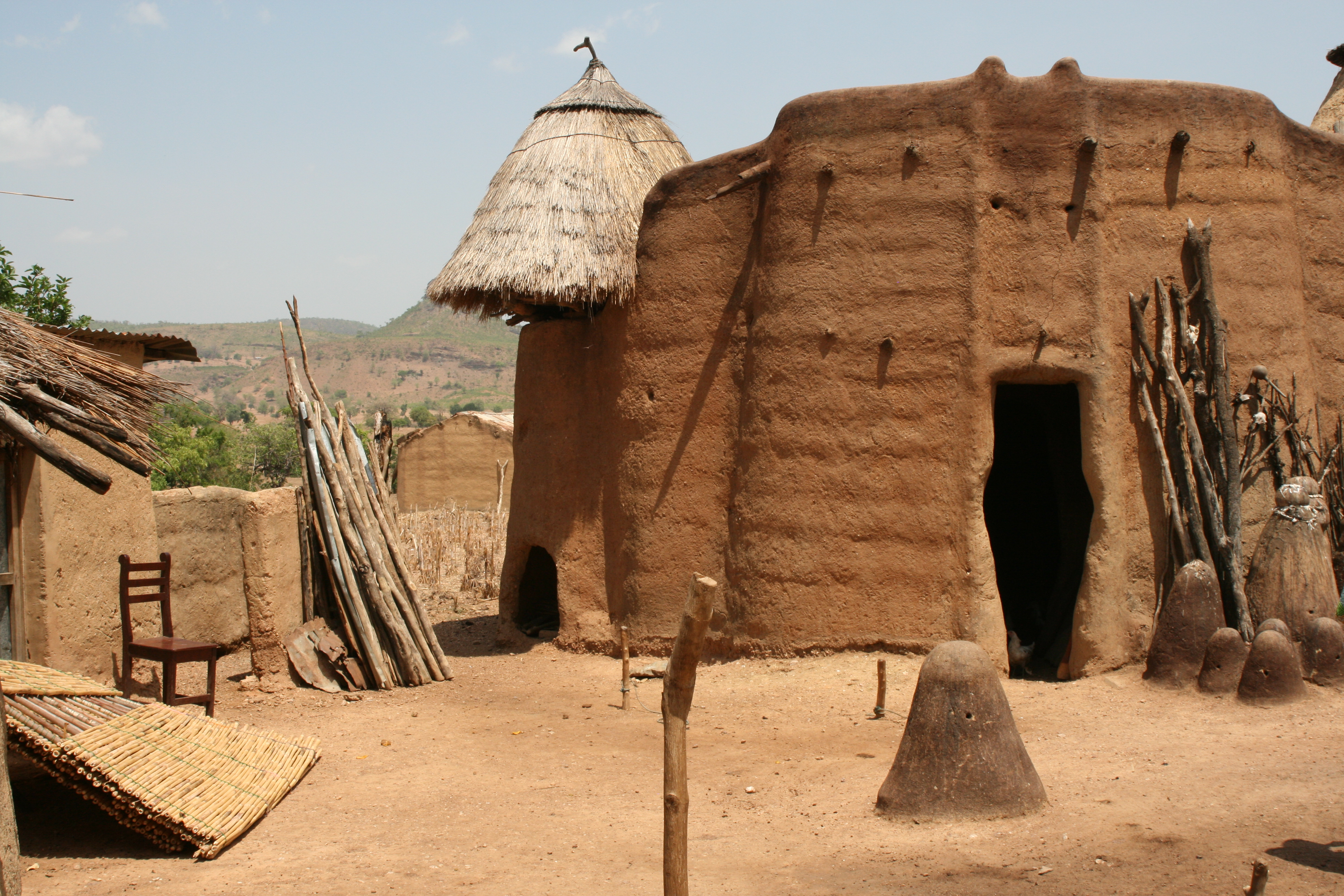
Tata somba du nord
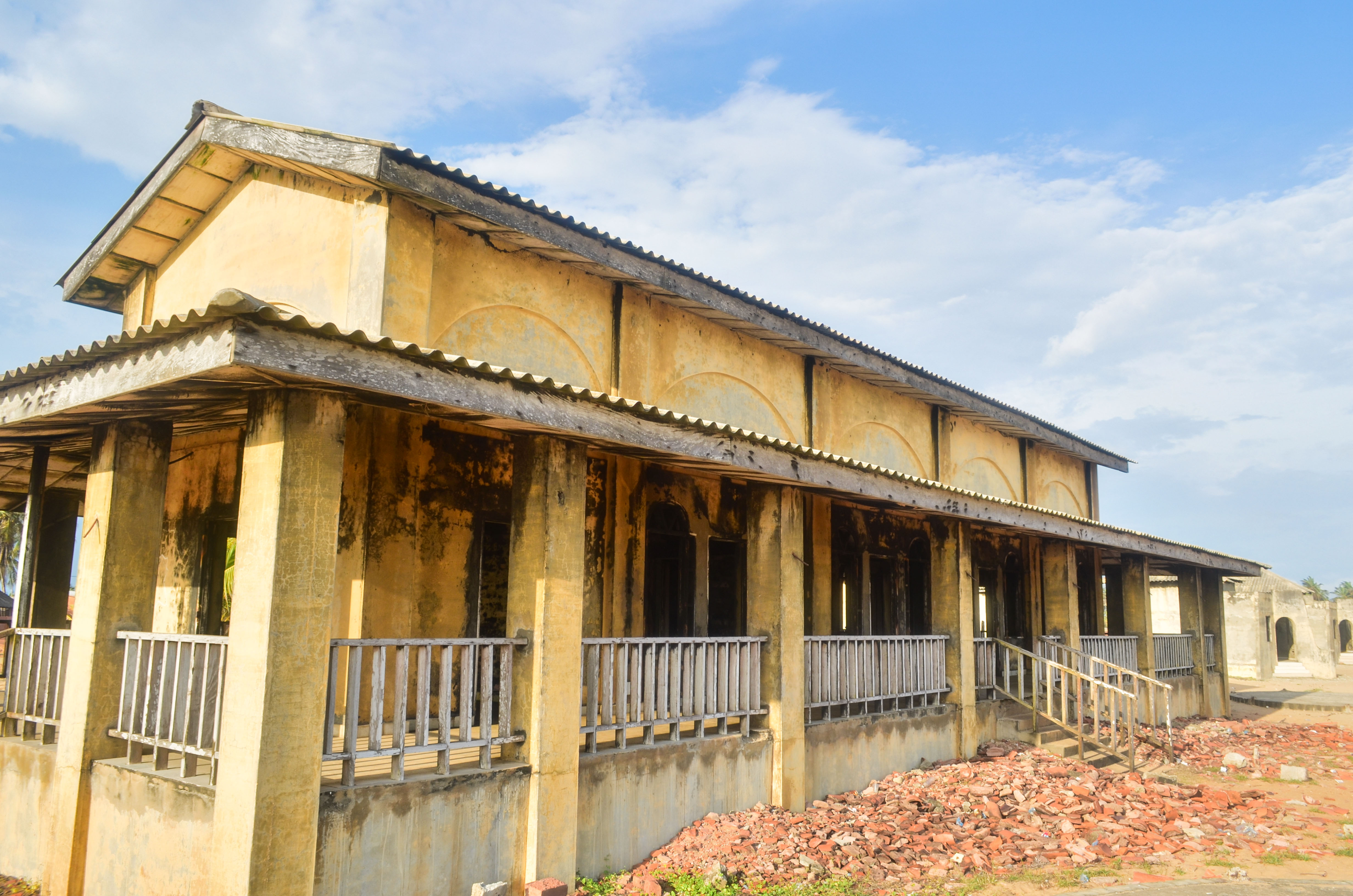
Äldre villa i Ouidah
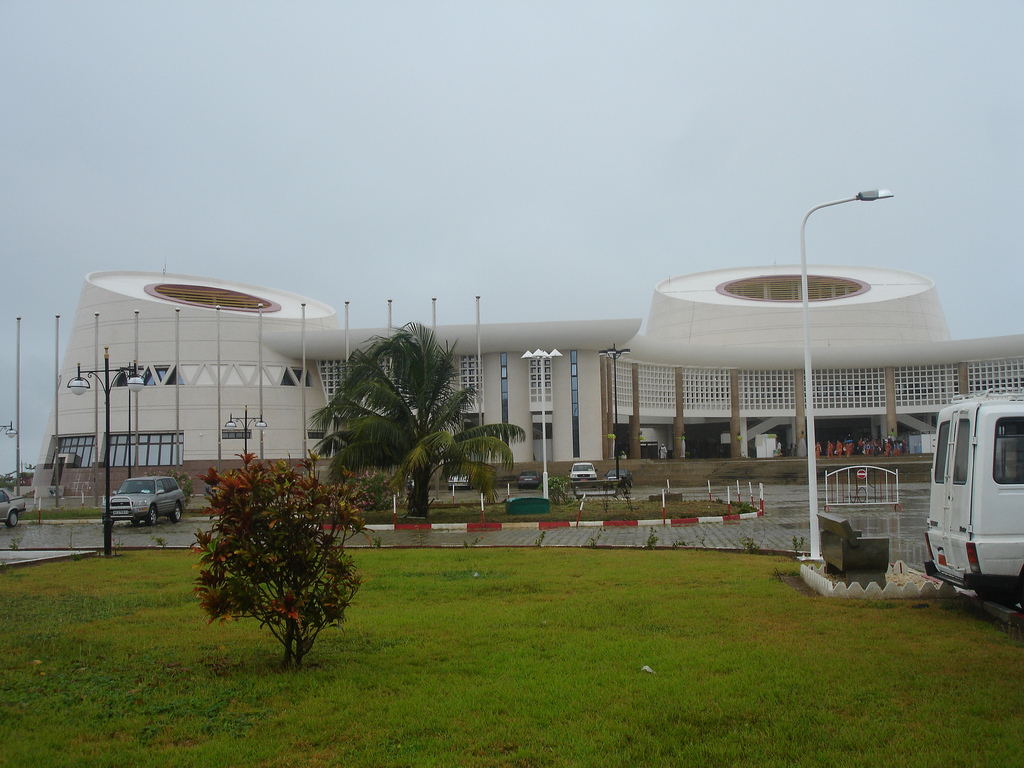
Kongresspalatset i Cotonou

Benin har efterlämnat flera värdefulla Världsarv.
- Staden Abomey
- Abomeys kungliga palats

och ytterligare ett har föreslagits:
- Sjöstaden i Ganvie.

## Religion
34 % är kristna, varav 26 % katoliker och 28 % muslimer. 11 % praktiserar woodoo eller andra traditionella religioner.

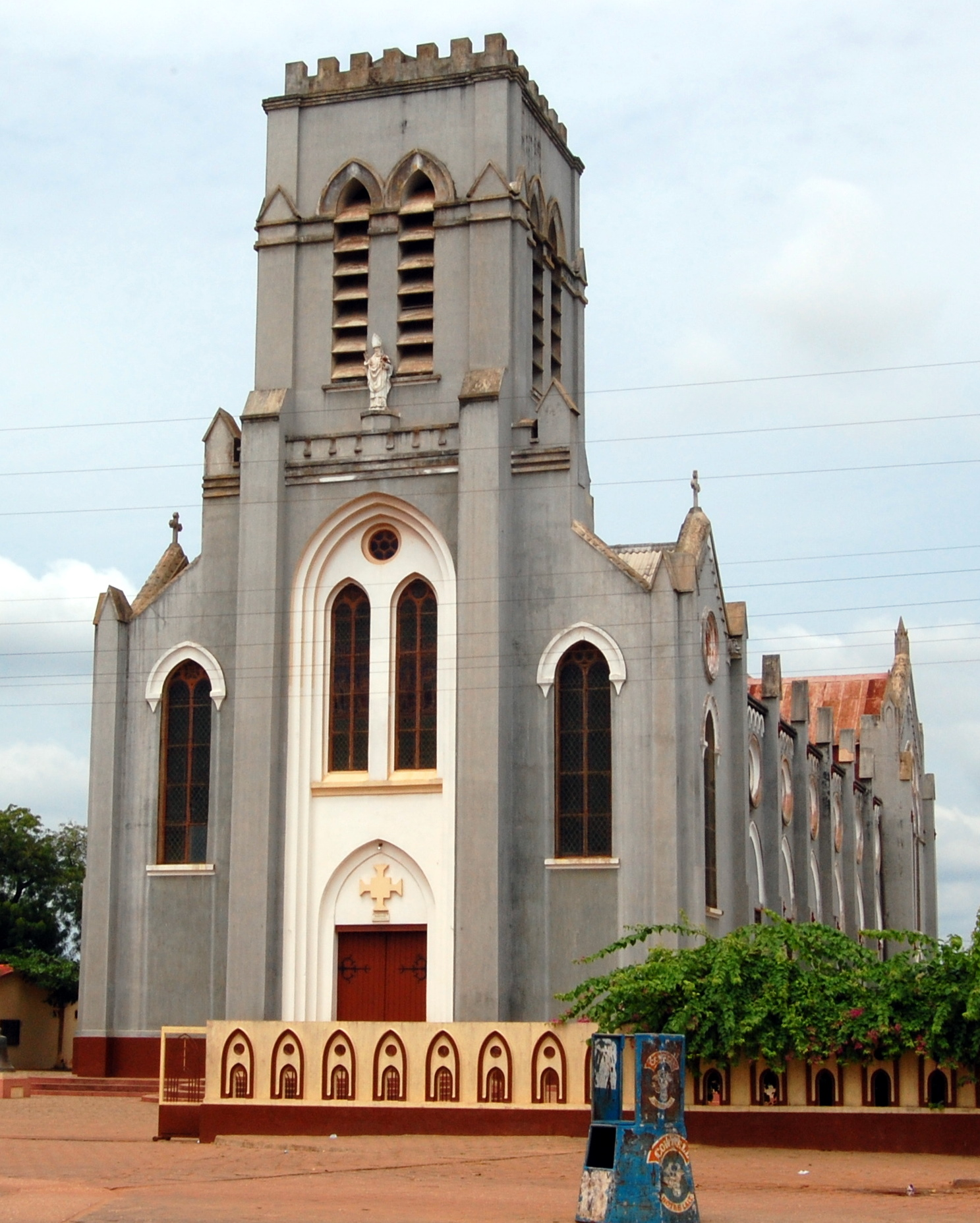
Basilikan i Ouidah.
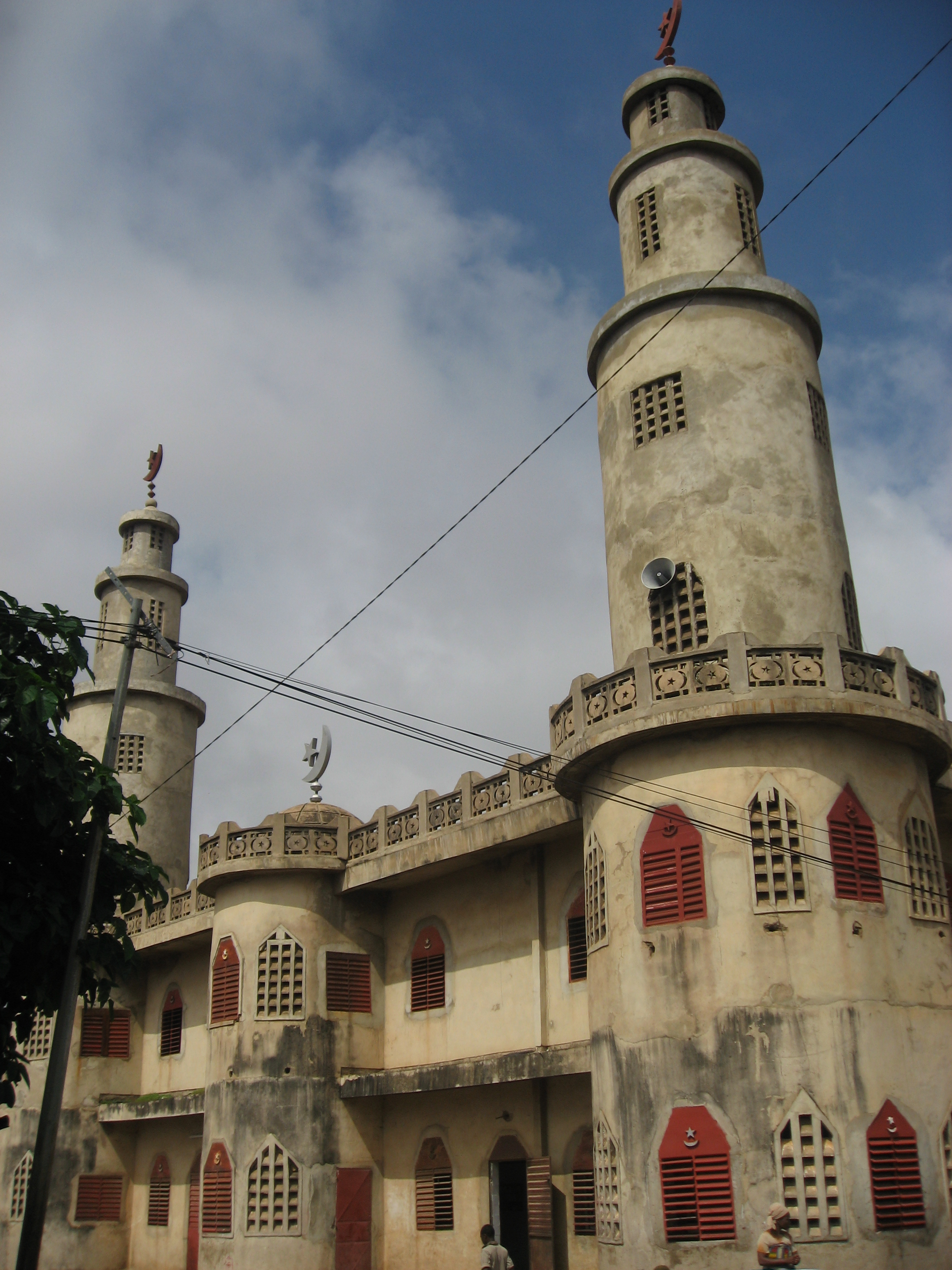
Moské i Parakou.
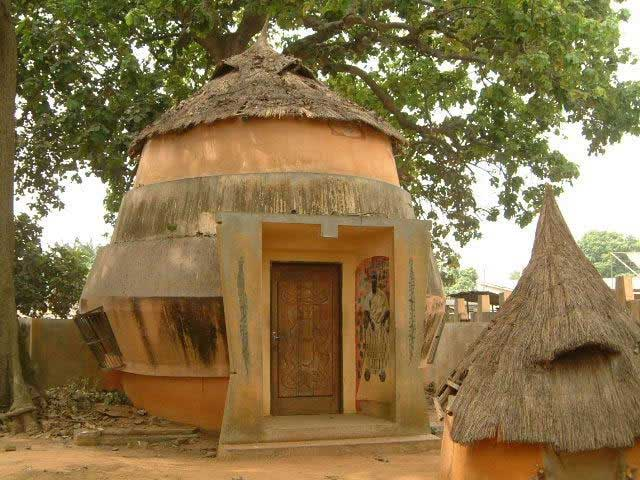
Voodoo tempel i Ouidah.

## Skulptur

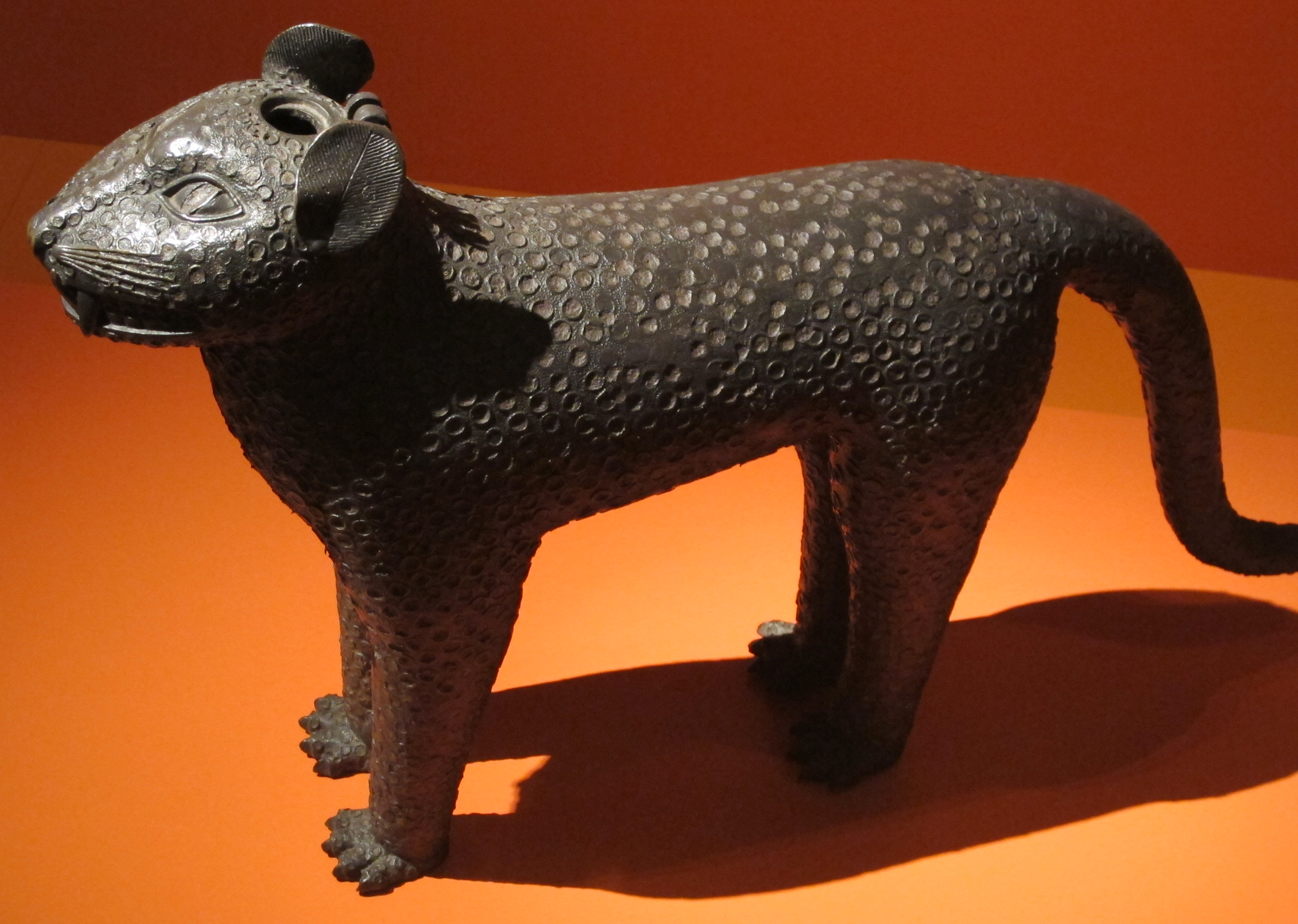
Benin, leopard i brons från 1700-talet

Kultur i Benin har sitt ursprung i Kungariket Benin i nuvarande Nigeria. Redan på 1200-talet stöttade kungen konstnärer. En del arbetade i elfenben medan andra utvecklade tekniken att gjuta i bronze. Benins konstnärliga traditioner går långt tillbaka i tiden och finns representerade i praktiskt taget varje by. 
I traditionella ceremonier används snidade trämasker som representerar bilder och andar från de avlidna.
Andra konstföremål är bronsstatyetter, keramik, applikerade gobelänger som berättar historien om kungar av förkoloniala Dahomey och eldgravyr på träskålar, som ofta har religiös betydelse. 
De troligtvis mest kända konstföremålen är Yoruba-trämaskerna.

## Sång och musik

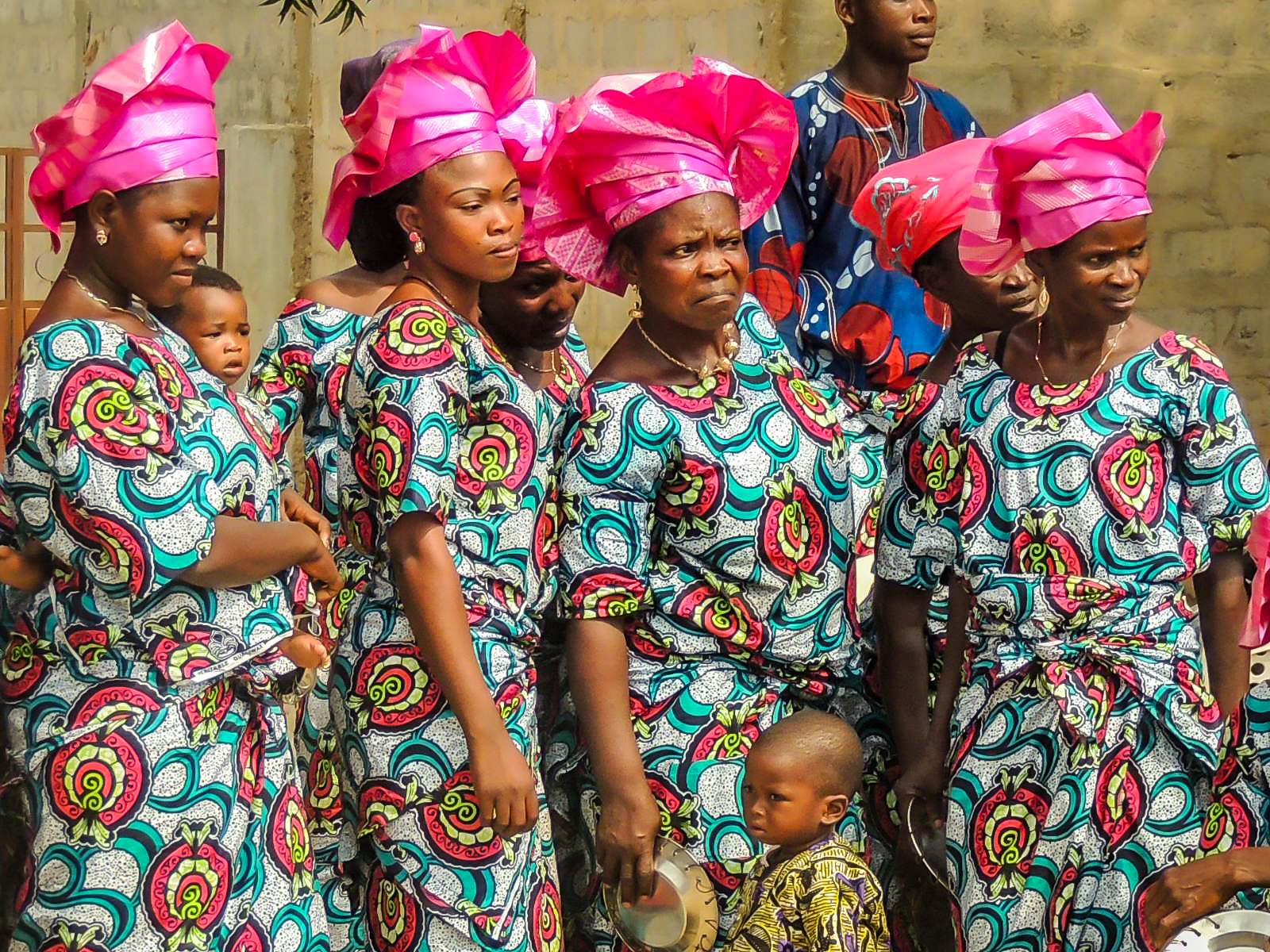
Folkmusikgrupp

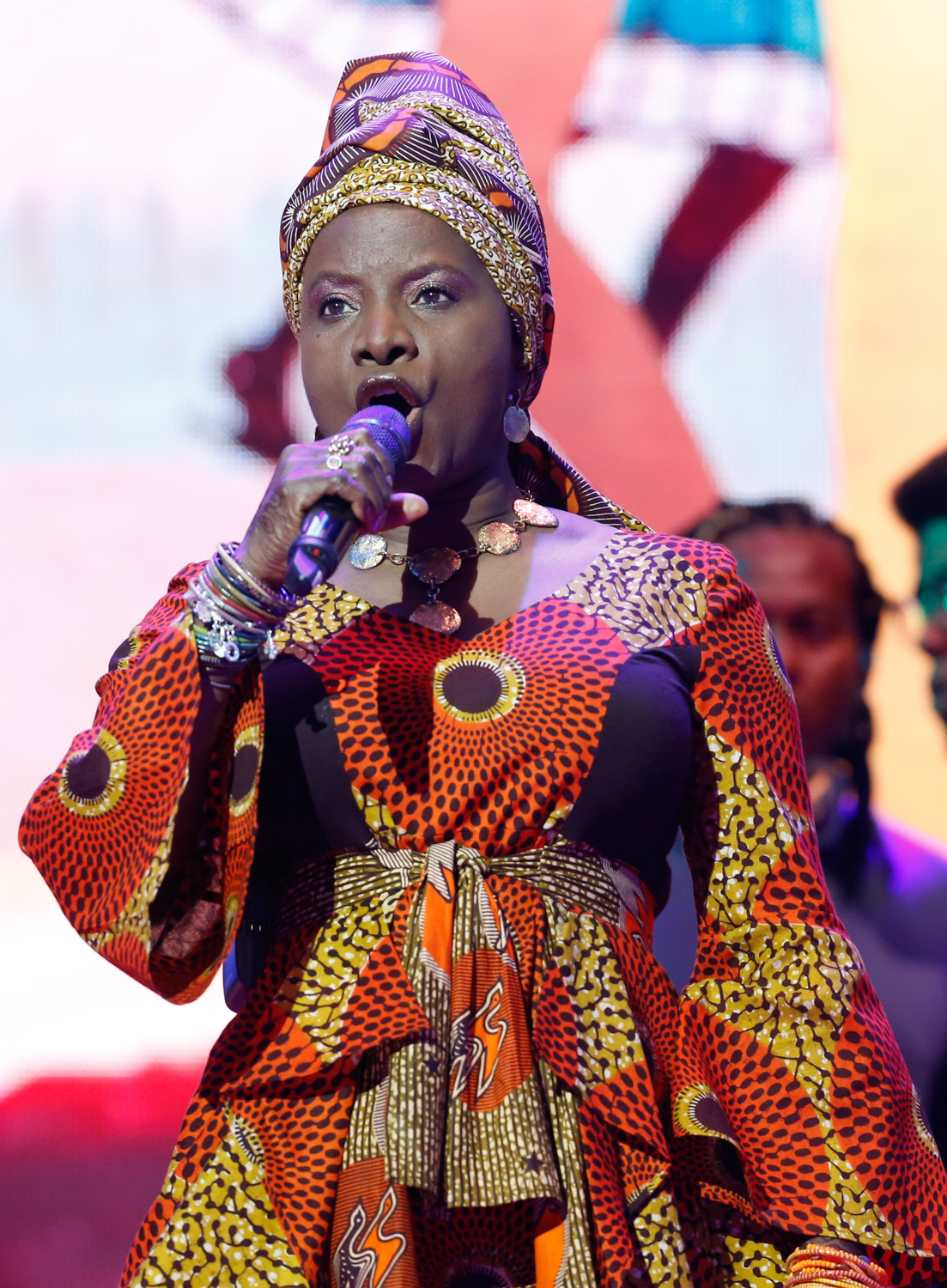
Angélique Kidjo (2014).

Benins musik är mycket kreativ där folkmusik kombineras med fransk kabaret, amerikansk jazz, funk och soul och kongolesisk rumba. Många musikstilar har sina rötter i animistiska rytmer och voodo-ceremonier, till exempel salsa. Från 1600-talet spreds denna musik med slavar till Västindien och Sydamerika.
Gatumusikanter finns i de olika stadsdelarna, och moderna dansgrupper uppträder på klubbar.
Sångerskan Angélique Kidjo och skådespelaren Diimon Hounsou är mycket kända utomlands. Likaså kompositören Wally Badarou och sångerskan Gnonnas Pedro.

### Framstående författare från Benin
- Paul Hazoumé (1890-1980) skrev den första historiska romanen 1938. [5]
- Paulin J. Hountondji (1942 – ), filosof.[2]
- Olympe Bhêly-Quénum (1928 – )
- Jean Pliya (1931 – 2015)
- Colette Senami Agossou Houeto (1939 – )

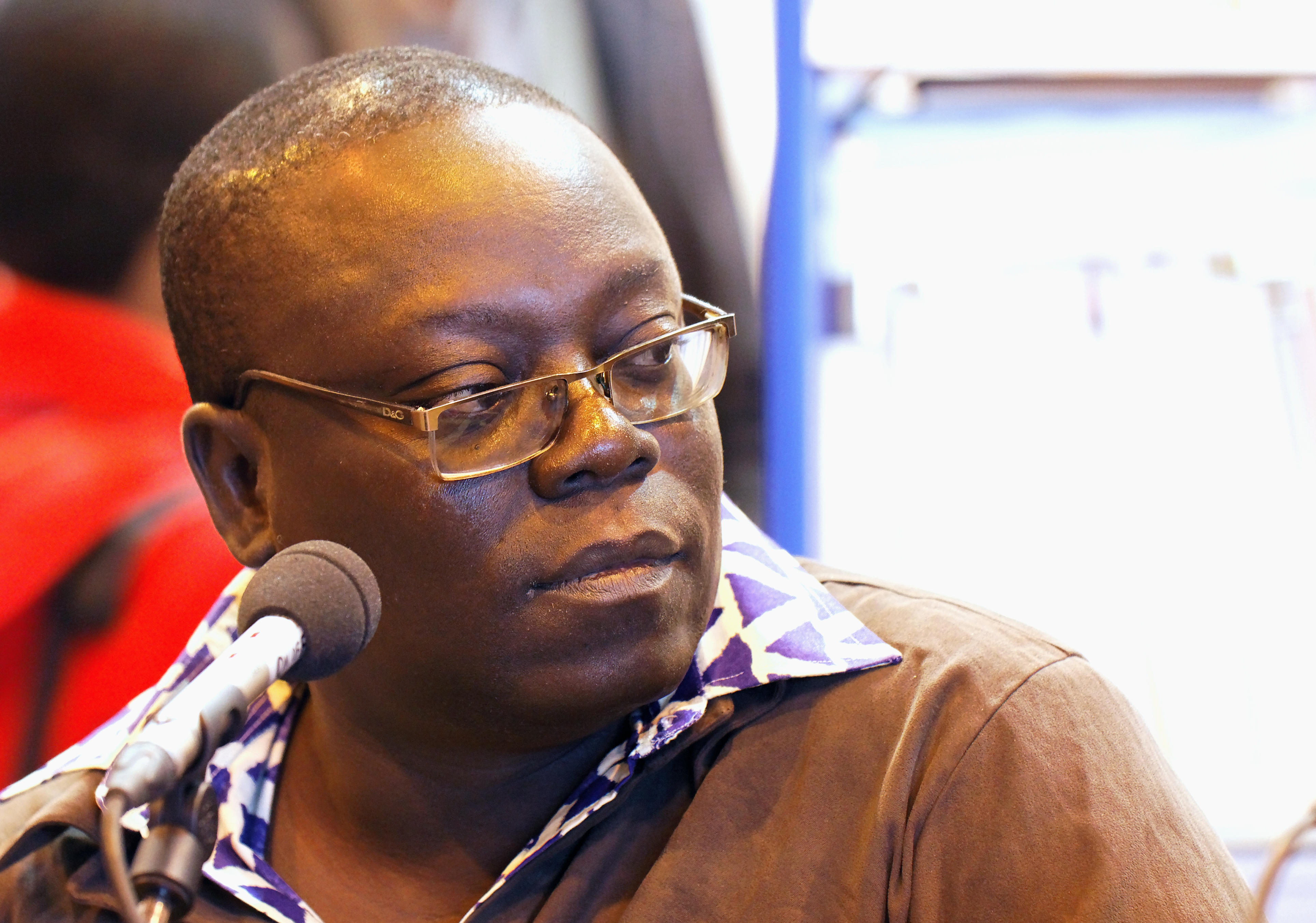
Florent Couao-Zotti (2011).

- Florent Couao-Zotti (1964 – )
- Richard Dogbeh (1932 – 2003)
- Adelaide Fassinou (1955 – )
- Paulin Joachim (1931 – )
- José Pliva (1966 – )

## Beninska köket

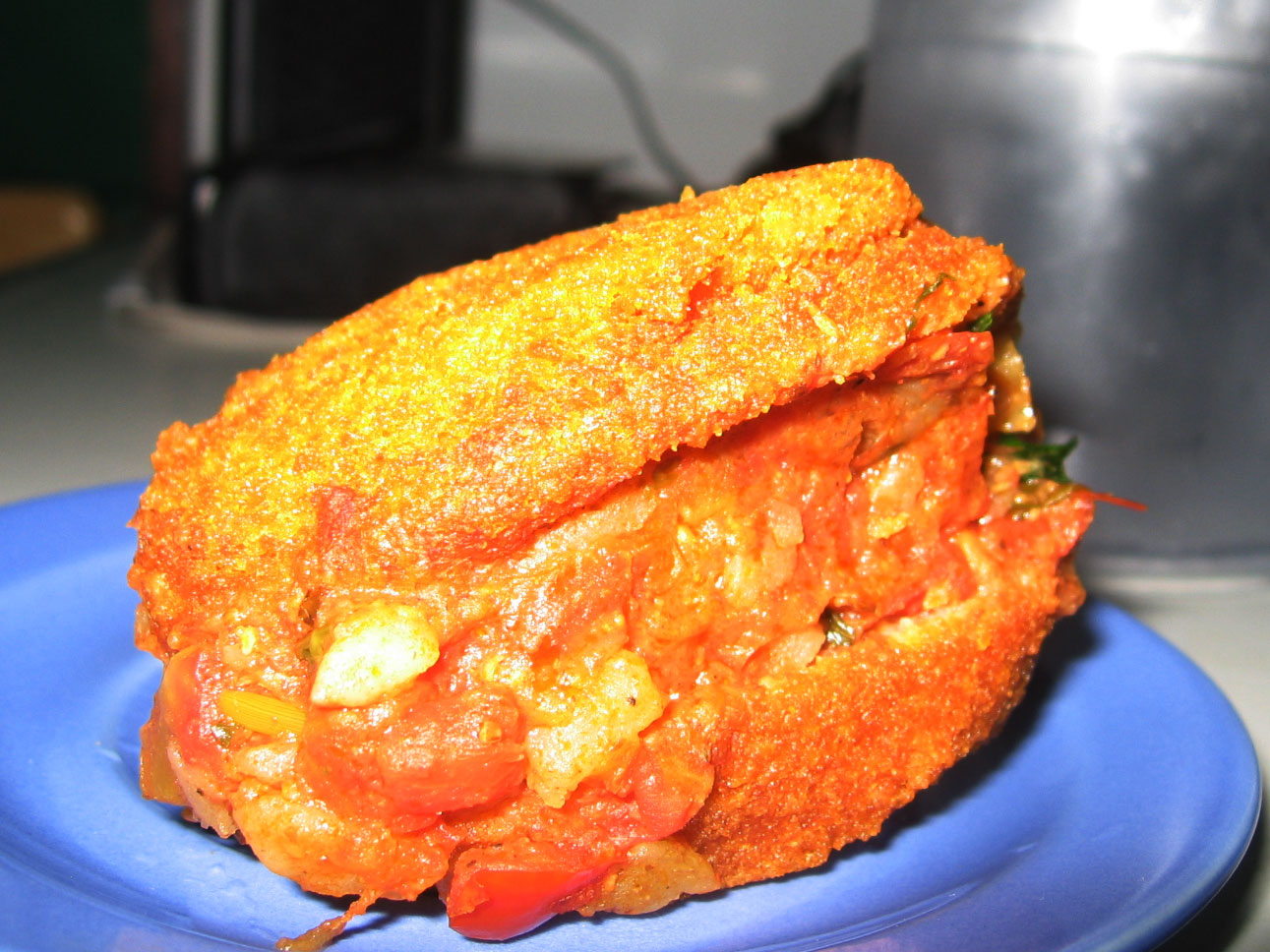
Acarajé

I södra Benin är fisk, skaldjur och kyckling vanliga ingredienser. I norr är kötträtter vanligare. Basen är i regel en korndeg som steks och serveras med läckra såser.
Beninsk köket är bland det mest hälsosamma läckraste i Afrika. Många lokala rätter kan man beställa vid gatukök, men det säkraste är att äta mat tillagad på platsen. Nedan följer några typiska rätter:
- Yovo Doko, pajer.
- Stekt sötpotatis med en stark chillisås.
- Akkara, bönor, lök och ägg.
- Massa, en form av pannkaka.